# Joan Barrera i Ferrer

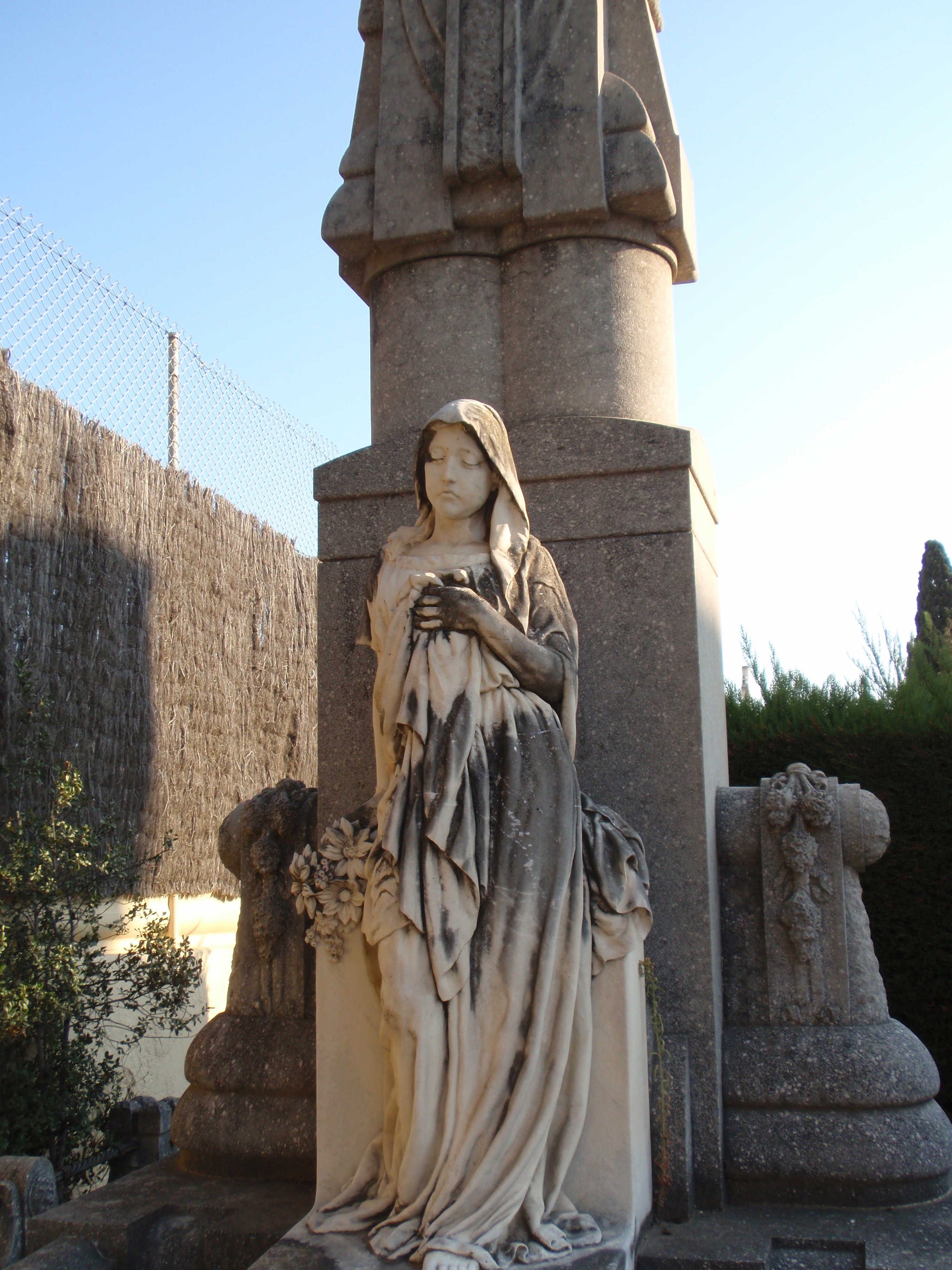
Escultura de Juan Barrera al panteón de la familia Vidal Formentí al cementerio de Arenys de Mar

Juan Barrera i Ferrer (Arenys de Mar, Barcelona, 1872 - 1961) fue un dibujante, pintor y escultor español. Compaginó la actividad docente artística con la de escultor de lápidas y monumentos funerarios. De carácter huraño, tímido y retraído, propició una obra poco numerosa pero rica en matices y carácter.

## Biografía
Estudió dibujo, pintura, grabado y modelado en la Escuela de la Lonja de Barcelona. Destacó en dibujo y fue con esa técnica que colaboró en publicaciones escritas, en especial en la Esquella de la Torratxa. En su estancia en Barcelona tuvo un periodo de afinidades con el anarquismo y se le relacionó con el lanzamiento de la bomba del Liceo (1893). Fue exculpado de todo cargo pero este hecho le distanció de sus actividades artísticas en Barcelona y centra su vida, profesional y artística, en Arenys de Mar.
En 1922 dio clases de dibujo al colegio Arxer de Arenys de Mar. La década de 1930 se convierte en un elemento destacado en la tertulia que se crea en el estudio de Francesc Arnau, en la calle de la Iglesia número 10 de Arenys de Mar, donde se reunían con otros amigos como Francesc Miquel i Vergés, Subirachs, en Solís, la Arabia, en Pedro Nogueras, en Lluís Ferran de Pol y otros. Unas reuniones donde se hablaba, leía, escuchaba música, dibujaba. El contacto con este grupo hizo que recuperara el espíritu más inquieto de juventud. Así se entregó a una gran actividad artística y creativa pero corta, ya que se vio truncada por la Guerra civil española.

## Obra
Joan Barrera fue muy hábil en la utilización del carbón, sanguinas y ceras, y su trazo dinámico, expresivo y emotivo, sobre todo en los apuntes, dan a sus obras un aire de frescura que recuerdan la obra de  Isidre Nonell y de Ramón Casas. También trabajó otras técnicas como el aceite, de producción más reducida y de calidad no tan notoria. En su taller de los bajos de la Playa Cassà trabajó como marmolista para ganarse la vida haciendo lápidas mortuorias. Mucha de esta producción es el cementerio de Arenys de Mar. Por falta de dinero, algunas lápidas las trabajó por las dos caras, dejando a la vista la que creía que era más exitosa. En la faceta de escultor convierte en un Barrera más contenido que buscaba un estilo propio que expresara su creación artística.
Como maestro fue formador de varias generaciones de inquietos y creativos areñenses los que les supo encender la inquietud artística, así fue maestro y amigo de muchos de ellos. En 1971 se hizo una primera exposición de recuerdo a su obra a la Ateneo areñense y en 1977 una segunda en la sala de la Caja Laietana promovida, como un homenaje, por Pep Quintana. Cuarenta años después de esta segunda muestra, en julio de 2017, se presentó Recordando Juan Barrera: el hombre, el artista y el maestro, en el Centro Cultural Calisay, de Arenys de Mar.